# Tsung-Dao Lee
Tsung-Dao Lee (xinès: 李政道)  (Shanghai, 24 de novembre de 1926 - San Francisco, 4 d'agost de 2024) va ser un físic nord-americà d'origen xinès guardonat amb el Premi Nobel de Física l'any 1957.

## Biografia
Va néixer a la ciutat xinesa de Shanghai el 24 de novembre de 1926. Inicià els seus estudis de física a la Universitat de Zhejiang continuant-los a la Universitat Nacional Associada del Sud-oest a Kunming. El 1946 realitzà el doctorat a la Universitat nord-americana de Chicago, treballant al costat d'Enrico Fermi i Chen Ning Yang.

## Recerca científica
Al costat de Chen Ning Yang van realitzar investigacions al voltant de la física nuclear, trobant incoherències en el principi de simetria i iniciant el desenvolupament d'una teoria unificadora de la naturalesa de les partícules subatòmiques i sobre les interaccions dèbils. El 1957 van rebre plegats el Premi Nobel de Física per aquestes investigacions, sent els primers xinesos a aconseguir aquest guardó.
Posteriorment treballà en transicions de la fase de la mecànica estadística, la física condensada de la matèria així com en l'equació de Schrödinger.
Amb l'establiment de relacions entre els Estats Units i la República Popular de la Xina Dao-Lee pogué viatjar fins al seu país de naixement, on realitzà una sèrie de conferències, creant l'any 1998 la Fundació Chun-Tsung Endowment Fund (en mandarí: 秦惠莙--李政道中国大学生见习基金) per promoure beques pels joves estudiants xinesos.